# Gare de Croix-Rouge
Pour les articles homonymes, voir Gare de Croix.
La gare de Croix Rouge est une ancienne gare ferroviaire belge de la ligne 155, de Marbehan à Écouviez, située à Sainte-Marie-sur-Semois, section de la commune d’Étalle, dans la province de Luxembourg, en Région wallonne.
Mise en service en 1873 par la Compagnie de Virton, elle ferme aux voyageurs en 1951. La section entre Marbehan et Croix-Rouge reste utilisée par les marchandises jusqu'en 2016.

## Situation ferroviaire
Établie à 322 m d'altitude, la gare de Croix-Rouge était située au point kilométrique (PK) 11.4 de la ligne 155, de Marbehan à Virton et Écouviez (frontière) entre la gare de Sainte-Marie-sur-Semois et la halte de Buzenol.

## Histoire
La halte de Croix-Rouge, administrée depuis la station de Sainte-Marie, est mise en service le 21 mai 1873 par la Compagnie du chemin de fer de Virton, lorsqu'elle ouvre à l'exploitation la section de Marbehan à Virton (ville).
Les Chemins de fer de l'État belge (future SNCB) reprennent la compagnie de Virton en 1881.
Durant la Première Guerre mondiale, l'occupant fait construire une scierie près de la gare pour transformer le bois abattu dans les forêts avoisinantes. Cette usine existe toujours sous la forme de la société Scidus, ex-scierie Dusausoit.
La SNCB supprime les trains de voyageurs entre Marbehan et Virton-Saint-Mard le 5 février 1951. La section de ligne entre Moerbeke et Kemzeke est fermée aux marchandises en 1953 et démantelée trois ans plus tard.
Jusqu'en 2016, la scierie de Croix Rouge continuait à être desservie par train, en venant de Marbehan. Cette section de la ligne est fermée après la suppression de cette desserte.

## Patrimoine ferroviaire
Le bâtiment des recettes a été construit à une date inconnue. Il a été transformé en profondeur par les Chemins de fer de l’État belge en se rapprochant du plan type 1893.
Dans sa configuration actuelle, il s'apparente partiellement aux bâtiments de haltes du plan type 1893, comme celui de Buzenol, avec un corps de logis de quatre travées côté voies (deux côté rue) et une aile de cinq sur sa droite ; l'aile haute est toutefois bien plus large et possède des fenêtres latérales tandis que l'aile de service est absente. Un important écart s'observe entre les deuxièmes et troisièmes travées du corps de logis ; cette disposition atypique rappelant les haltes du premier type (années 1880) lorsqu'elles ont été surhaussées mais le corps de logis de ces dernières est en « L » alors qu'il est rectangulaire à Croix-Rouge, mais d'une largeur inusitée. La différence de matériaux qui s'observe sous le toit de cette partie suggère que la toiture avait une disposition différente. Les décorations de façade et la disposition des deux ailes semble suggérer que le bâtiment d'origine était similaire à celui de la gare d'Éprave, après son agrandissement[réf. souhaitée] : les deux se caractérisent par une aile de cinq travées et un double corps de logis de deux travées côté rue contre quatre côté voies, avec une timide avancée de chaque côté au même endroit qu'à Croix-Rouge et des baies latérales. La différence majeure entre ces deux gares est l'aspect de la toiture, en « T » à Éprave tandis qu'elle est à deux versants à Croix-Rouge. Éprave a également été dotée d'une aile de service supplémentaire. À Croix-Rouge, de l'enduit remplace la pierre de taille des façades, sauf du côté faisant face aux voies, et l'aile basse se termine par un mur-pignon triangulaire.
Désaffecté après la fin du trafic des voyageurs, il accueille désormais les bureaux de la scierie de Mr Dusausoit et un logement pour les ouvriers. La scierie a depuis été rebaptisée Scidus. À la fin des années 2010, il a été réhabilité. La façade est en partie repeinte en blanc et un bardage remplace les faux colombages sous les combles, avec de nouvelles fenêtres à cet étage.